# Alla Zahajkevič
Alla Zahajkevič (ukrajinski: Алла Загайкевич; Hmeljnicki, Ukrajina, 17. prosinca 1966.) ukrajinska je skladateljica suvremene klasične glazbe, umjetnica performansa, organizatorica elektroakustičkih glazbenih projekata i muzikologinja. 
Alla Zahajkevič rođena je u Hmeljnickom u Ukrajini. Godine 1990. diplomirala je na Konzervatoriju u Kijevu (danas Nacionalna glazbena akademija Ukrajine), nakon što ju je glazbenu kompoziciju i orkestraciju podučavao ukrajinski skladatelj Jurij Iščenko. Tijekom 1993. – 1994. završila je poslijediplomski studij kompozicije kod Iščenka i glazbene teorije kod I. P’jaskovskog. Tijekom 1995. i 1996. studirala je kompoziciju i glazbenu informatiku na IRCAM-u u Parizu. Od 1986. do 1999. bila je članica folklornog ansambla "Drevo" Nacionalne glazbene akademije Ukrajine, pod ravnatelja Jefremova, istraživala je autentično ukrajinsko pjevanje i sudjelovala na brojnim folklornim događanjima, konferencijama i festivalima.
Godine 1998., Alla Zahajkevič postala je predavačica na Odsjeku za glazbene informacijske tehnologije Nacionalne glazbene akademije Ukrajine u Kijevu, gdje je uz potporu Međunarodne zaklade „Renaissance” osnovala „Electronic Music Studio”. Njezine skladbe uključuju simfonije, instrumentalnu i vokalno-komornu glazbu, elektroakustične skladbe, multimedijalne instalacije i performanse, komornu operu i filmsku glazbu. Godine 2004. dobila je Ukrajinsku državnu nagradu za glazbu „Oleksandr Dovženko” za svoj rad na filmu „Mamaj”. Za svoj rad dobila je brojne nagrade.